# باتريك إتش. أدكينز
باتريك إتش. أدكينز (بالإنجليزية: Patrick H. Adkins)‏ (9 يناير 1948، نيو أورلينز في الولايات المتحدة - 7 أبريل 2015، غريتنا في الولايات المتحدة)؛ روائي أمريكي.